# ダニエル・ネスター
ダニエル・マーク・ネスター（Daniel Mark Nestor, 1972年9月4日 - ）は、カナダの男子プロテニス選手。自己最高ランキングはシングルス58位、ダブルス1位。身長190cm、体重86kg、左利きの選手。これまでにATPツアーでダブルス91勝を挙げる。
ダブルスで史上初のグランドスラム、ATPワールドツアー・ファイナル、オリンピック、マスターズ1000すべての大会を制覇した選手。

## 経歴
ネスターはユーゴスラビアのベオグラードに生まれ、1976年に4歳でカナダへ移住した。1991年にプロ入り。1992年から男子テニス国別対抗戦デビスカップカナダ代表選手となり、カナダ代表の歴史を通じて最多記録の15年連続出場を果たしている。1995年全豪オープン男子ダブルスで、マーク・ノールズと組んで初めての決勝進出を果たすが、ジャレッド・パーマー/リッチー・レネバーグ組に敗れて準優勝になる。1996年アトランタ五輪で、ネスターはオリンピックのカナダ代表選手として初出場を果たす。男子ダブルスではグラント・コネルとペアを組み、2回戦でイギリスのティム・ヘンマン/ニール・ブロード組に敗れた。1998年はノールズとのペアで全仏オープンと全米オープンの男子ダブルス決勝に進出するも、決勝で敗れ、なかなか4大大会のタイトルに手が届かなかった。
2000年シドニー五輪男子ダブルスで、ネスターはセバスチャン・ラルーとペアを組み、決勝でウッディーズを5-7, 6-3, 6-4, 7-6で破って金メダルを獲得した。
2002年全豪オープン男子ダブルスで、ネスターは長年の親友マーク・ノールズと組み、決勝でミカエル・ロドラ/ファブリス・サントロ組を7-6, 6-3で破って宿願の4大大会ダブルス初優勝を達成した。この年は全仏オープンとウィンブルドン選手権でもノールズとの組で決勝に進んだが、全仏ではエフゲニー・カフェルニコフ/ポール・ハーフース組に、ウィンブルドンではヨナス・ビョルクマン/トッド・ウッドブリッジ組に敗れて準優勝に終わっている。2003年全豪オープン男子ダブルス決勝戦は、2年連続でネスター/ノールズ組とロドラ/サントロ組の対決になったが、ネスター/ノールズ組は4-6, 6-3, 3-6の逆転で敗れ、大会2連覇を逃した。2004年全米オープンで4大大会2勝目を挙げた時もノールズと組んでいる。
2007年全仏オープン男子ダブルスで、ネスターとノールズは5年ぶり3度目の決勝戦に進み、ルーカス・ドロウヒー/パベル・ビズネル組に2-6, 6-3, 6-4の逆転勝利を収めた。これで2人の4大大会ダブルス優勝は3勝となった。2人は2007年の男子テニス年間最終戦テニス・マスターズ・カップダブルス部門の優勝を最後に、10年以上に及んだペアの解消を発表した。
2007年シーズンの終盤から、ネスターはネナド・ジモニッチと組んで大半のトーナメントに出場するようになった。2008年ウィンブルドン選手権において、ネスターとジモニッチのコンビは、決勝でヨナス・ビョルクマン/ケビン・ウリエット組を7-6, 6-7, 6-3, 6-3で破り、ウィンブルドン初優勝を決めた。これにより、ネスターは4大大会男子ダブルスですべてのタイトルを獲得するキャリア・グランドスラムを達成した。ネスターとジモニッチは、2009年ウィンブルドン選手権2連覇を達成した。
ネスターとジモニッチは2010年も全仏オープンなど7勝を挙げたが、ペアの解消を発表した。2011年からはネスターはマックス・ミルヌイと組むことになる。
混合ダブルスでのネスターは、2007年全豪オープンでエレーナ・リホフツェワとペアを組み、マックス・ミルヌイ/ビクトリア・アザレンカ組を6-4, 6-4で破って初優勝を果たした。それまでのネスターは、混合ダブルスでは3度の準優勝で止まっていた。2003年全米オープンではリナ・クラスノルツカヤと組み、ボブ・ブライアン/カタリナ・スレボトニク組と第3セットのタイブレークまで戦ったが、結局7-5, 5-7, 6-7で敗れて準優勝になっている。2006年は全豪オープン・全仏オープンともリホフツェワとのペアで2大会連続の準優勝に終わったが、ついに2007年全豪オープンでリホフツェワと組んで初優勝を決めた。
4大大会シングルスでのネスターは、1999年ウィンブルドン選手権でピート・サンプラスとの4回戦に進出したことがある。彼は2006年のカナダ・マスターズ1回戦敗退を最後にシングルスから撤退し、ダブルスのみに活動を絞っている。
ネスターはデビスカップ2018のワールドグループプレーオフ・オランダ戦を最後に現役を引退した。

## 4大大会ダブルス優勝
- 全豪オープン 男子ダブルス：1勝（2002年）/混合ダブルス：1勝（2007年）
- 全仏オープン 男子ダブルス：2勝（2007年・2010年）
- ウィンブルドン 男子ダブルス：2勝（2008年・2009年）/混合ダブルス：1勝(2013年)
- 全米オープン 男子ダブルス：1勝（2004年）

## 4大大会ダブルス成績
| 大会 | 1990 | 1991 | 1992 | 1993 | 1994 | 1995 | 1996 | 1997 | 1998 | 1999 | 2000 | 2001 | 2002 | 2003 | 2004 | 2005 | 2006 | 2007 | 2008 | 2009 | 2010 | 2011 | 2012 | 2013 | 2014 | 2015 | 2016 | 2017 | 2018 | SR     | 通算  | Win % |
| ---- | ---- | ---- | ---- | ---- | ---- | ---- | ---- | ---- | ---- | ---- | ---- | ---- | ---- | ---- | ---- | ---- | ---- | ---- | ---- | ---- | ---- | ---- | ---- | ---- | ---- | ---- | ---- | ---- | ---- | ------ | ----- | ----- |
| 全豪 | A    | A    | A    | A    | QF   | F    | QF   | QF   | 1R   | 2R   | A    | QF   | W    | F    | QF   | 1R   | 1R   | SF   | QF   | 2R   | F    | SF   | SF   | 3R   | SF   | 2R   | F    | 2R   | 1R   | 1 / 24 | 66–23 | 74%   |
| 全仏 | A    | A    | A    | A    | A    | A    | 2R   | 2R   | F    | 2R   | QF   | 3R   | F    | 3R   | QF   | SF   | 2R   | W    | F    | SF   | W    | W    | W    | 2R   | QF   | 3R   | 3R   | 1R   | 1R   | 4 / 23 | 69–19 | 78%   |
| ウィ | A    | A    | Q3   | Q2   | 1R   | SF   | 3R   | 3R   | 3R   | SF   | QF   | 2R   | F    | QF   | SF   | A    | SF   | QF   | W    | W    | 2R   | 2R   | 2R   | QF   | QF   | 3R   | 2R   | 2R   | 1R   | 2 / 24 | 61–22 | 73%   |
| 全米 | A    | A    | A    | A    | 2R   | QF   | 1R   | 3R   | F    | 1R   | QF   | 3R   | QF   | SF   | W    | 1R   | 3R   | QF   | 3R   | QF   | 3R   | 2R   | 1R   | 3R   | 3R   | 3R   | 1R   | 1R   | 1R   | 1 / 25 | 47–24 | 66%   |